# Tobias Hyttel
Tobias Hyttel, född 6 januari 2002, är en dansk taekwondoutövare. 

## Karriär
I maj 2024 vid EM i Belgrad tog Hyttel brons i 63 kg-klassen.